# Memphis analis
Memphis analis är en fjärilsart som beskrevs av Rudolf Bargmann 1929. Memphis analis ingår i släktet Memphis och familjen praktfjärilar. Inga underarter finns listade i Catalogue of Life.